# Thomas von Scheele
Rolf Thomas von Scheele, född 23 mars 1969 i Bollnäs, är en svensk vänsterhänt före detta bordtennisspelare.
von Scheele vann 1991 VM-guld i dubbel tillsammans med Peter Karlsson. En av hans största singelmeriter var när han nådde SOC-finalen 1996, där han dock besegrades av Jörgen Persson. Efter den aktiva karriären blev han kapten för Sveriges damlandslag. 
von Scheele var som spelare sponsrad av det japanska märket Nittaku.